# SU-76
Il SU-76 era un semovente d'artiglieria (Samokhodnaja Ustanovka 76) prodotto in Unione Sovietica durante la seconda guerra mondiale.

## Storia
I primi studi per questo mezzo iniziarono nel novembre del 1942 quando il Comitato di Difesa dello Stato ordinò la realizzazione di due semoventi. Uno doveva essere armato con il cannone ZiS-3 da 76,2 mm mentre l'altro con l'obice da 122 mm la funzione principale alla quale questi due mezzi dovevano essere destinati era quella del supporto ravvicinato alla fanteria.
La seconda richiesta si concretizzerà nel semovente SU-122 basato sullo scafo del carro armato T-34. Per il mezzo dotato del pezzo da 76 mm verrà invece scelto lo scafo del carro leggero T-70. Si decise di allungare lo scafo aggiungendo una ruota al treno di rotolamento in quanto si era dimostrato troppo corto per il nuovo impiego. Per velocizzare la produzione si decise di utilizzare, come unità propulsiva, una coppia di motori GAZ-202. Questi motori erano montati in parallelo ed in pratica comandavano un cingolo ognuno. Il controllo della sincronia dei due motori era demandato al pilota del mezzo. Nella pratica questo controllo si dimostrò molto difficoltoso, inoltre la trasmissione si dimostrò sensibile alle forti vibrazioni causando un numero elevato di avarie.
I primi SU-76 erano dotati di un compartimento di combattimento, che ospitava il cannone e i serventi, completamente chiuso ma la loro produzione si arrestò, proprio a causa dei diversi problemi manifestati dal mezzo dopo la produzione di 320 esemplari. La soluzione di questi inconvenienti venne demandata agli ingegneri N.A. Astrov e A.A. Lipgart. La prima cosa che venne modificata fu l'unità motrice che fu sostituita con quella, più affidabile, del T-70. Venne rimosso anche il tetto del vano di combattimento in modo da facilitare le operazioni di tiro.
Questa nuova versione venne denominata SU-76M e la sua produzione iniziò nei primi mesi del 1943. Due erano gli stabilimenti interessati: Kirov e Mytishchi. La produzione si concluse alla metà del 1945. Il totale fu di 13.932 SU-76M costruiti, 9000 dei quali prodotti dalla sola GAZ.
Dal SU-76M verrà realizzato il primo mezzo cingolato antiaereo sovietico: il ZSU-37 e che continuò a venire prodotto anche dopo la fine della guerra.
Il SU-76M con la fine delle ostilità verrà velocemente ritirato dal servizio presso l'Armata Rossa. Alcuni esemplari del mezzo vennero forniti ad alcuni paesi alleati dell'U.R.S.S., tra i quali la Cina, che li impiegò fino alla fine degli anni '80. Alcuni SU-76 vennero impiegati anche durante la guerra di Corea da Cinesi e Nordcoreani insieme.

## Impiego
Conosciuto come "la cagna" (Suka), il semovente andò a sostituire i cannoni campali fino ad allora utilizzati per fornire supporto ravvicinato e venne utilizzato fine alla fine del conflitto su tutti i fronti che videro impegnate le truppe russe.
I SU-76 svolgevano sul campo di battaglia principalmente tre ruoli. Il primo era quello di cannone d'assalto leggero. Veniva poi utilizzato come arma anticarro mobile e, in maniera più limitata data la scarsa potenza distruttiva dei suoi proiettili, nel tiro indiretto. Il mezzo era molto popolare tra i soldati mentre tra gli equipaggi lo era un poco meno.

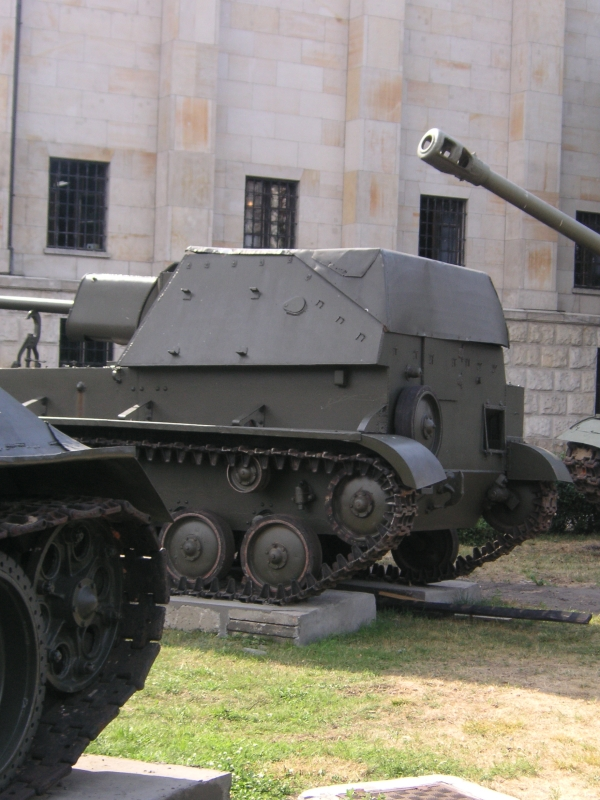
SU-76 esposto al museo dell'esercito polacco di Varsavia

La corazza sottile e il compartimento di combattimento aperto lo rendevano molto vulnerabile al fuoco nemico. L'equipaggio era esposto ai colpi delle armi leggere, delle bombe a mano e delle schegge sia in combattimenti in campo aperto che in quelli in ambiente urbano. Il mezzo godeva però anche di grandi vantaggi. Il suo peso relativamente basso lo rendeva estremamente mobile, tanto che poteva transitare in zone paludose negate agli altri mezzi. La sagoma bassa e la silenziosità lo rendevano adatto alle imboscate. Il suo cannone poteva ingaggiare con successo tutti i carri medi tedeschi e poteva essere un pericoloso avversario anche per il Panzer V Panther se riusciva a colpirlo ai fianchi. Con il Panzer VI Tiger I era invece inefficace, ma poteva facilmente danneggiare il treno di rotolamento del carro avversario. Anche il compartimento aperto si poteva dimostrare un vantaggio in quanto permetteva all'equipaggio di comunicare in maniera diretta con i soldati che supportava e facilitava l'abbandono del mezzo velocemente se colpito.
Con il tempo per migliorare le prestazioni anticarro venne introdotto un proiettile controcarro sottocalibrato, cioè di calibro inferiore a quello dell'arma, e uno a carica cava. Nel tiro indiretto il cannone aveva una gittata di 17 km, ottenuta grazie al fatto che la canna poteva raggiungere un alzo notevole. Il proiettile da 76,2 però non si dimostrò efficace per questo compito.
Oltre ai proiettili ad alto esplosivo e quelli anticarro il mezzo disponeva di granate a shrapnel, a frammentazione ed incendiarie che lo rendevano un semovente molto versatile.

## Esemplari conservati
Il grande numero di SU-76M prodotti ha fatto sì che molti di questi siano sopravvissuti fino ai nostri giorni. Questi semoventi sono esposti nei maggiori musei militari e molto spesso utilizzati nei monumenti dedicati ai Caduti della Grande Guerra Patriottica.

## Versioni
- OSU-76: veicolo sperimentale basato sul T-60.
- SU-76: primo modello di produzione basato sulla versione a scafo allungato del T-70 e dotato di motori in parallelo. Trecentoventi gli esemplari prodotti.
- SU-76M: versione rivista del SU-76. Nuova unità motrice e compartimento aperto. Prodotto in 19.932 esemplari.
- SU-76B: versione prodotta in pochi esemplari. Dotata di compartimento di combattimento completamente chiuso.
- ZSU-37: versione contraerea con pezzo da 37 mm.

## SU-76i

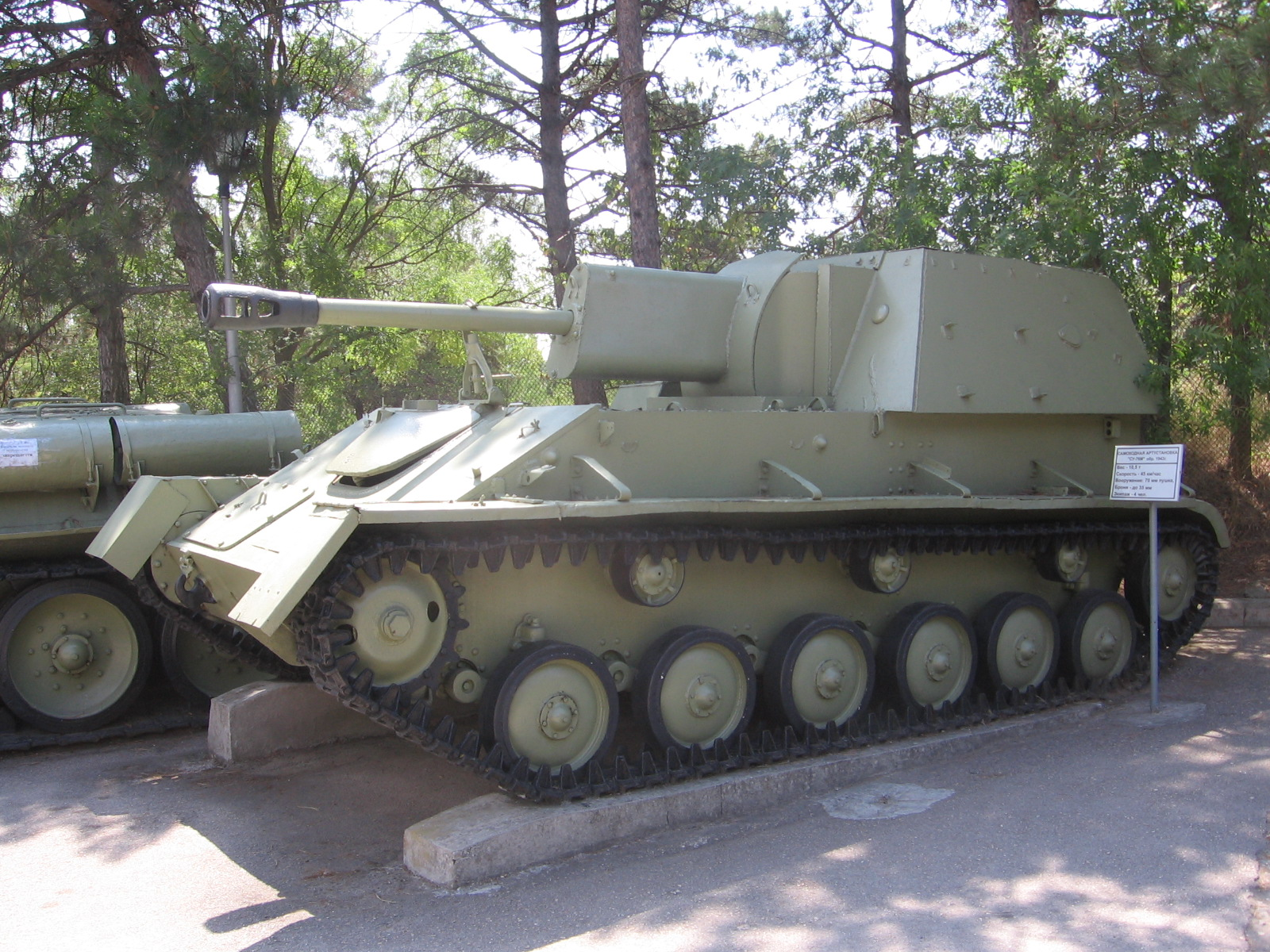
SU-76M al museo di Sebastopoli.

Esiste anche un altro mezzo con denominazione SU-76: il SU-76i. Questo mezzo però non ha alcuna parentela con il vero SU-76 o sue versioni. Era basato sullo scafo dei carri tedeschi medi catturati dall'Armata Rossa, a partire dalla conclusione della Battaglia di Stalingrado, ed armati con il cannone ZiS-5 da 76,2 mm montato in una sovrastruttura al posto della torretta. Dovrebbero essere stati circa 1.200 i carri così trasformati dalla Fabbrica No. 38 ed impiegati a partire dall'autunno del 1943.